# آسامی ایمایی
آسامی ایمایی (انگلیسی: Asami Imai; ۱۶ مهٔ ۱۹۷۷ – ) خواننده، صداپیشه، بازیگر، و تهیه‌کننده تلویزیونی اهل ژاپن است.